# 漢諾威 (新墨西哥州)
漢諾威（英語：Hanover）是位於美國新墨西哥州格蘭特縣的普查規定居民點。

## 人口
根據2020年美國人口普查的數據，漢諾威的面積為3.62平方千米，皆為陸地。當地共有人口144人，而人口密度為每平方千米39.78人。